# Georges Malbeste
Georges Malbeste (1754-1843) est un dessinateur et graveur français, également aquarelliste.

## Biographie
Originaire de Paris, Malbeste est un élève du graveur Jacques-Philippe Le Bas. Parmi ses premiers travaux identifiés on compte des aquarelles, ainsi que sa participation à la Revue du Roi à la plaine des Sablons (décembre 1785), d'après Jean-Michel Moreau, achevé en juin 1787, juste après la mort de son maître, pour le libraire-éditeur Lamy,. En 1790, il signe « Malbeste aqua forti » une série de portraits gravés des députés de l'Assemblée nationale, également d'après Moreau. Il expose une première fois au Salon de Paris en 1798, un Paysage avec des baigneuses, dessin à la mine de plomb ; son adresse est rue des Nonnains-d'Hyères (au 27). Il reparaît au Salon en 1812 pour deux gravures et une étude peinte d'après nature ; son adresse est 36 place de la Croix-Rouge. Il expose ensuite régulièrement au Salon jusqu'en 1833. Sa dernière adresse parisienne est rue de la Calandre. 
Il participe au Livre du Sacre de l'Empereur, interprétant Charles Percier et Jean-Baptiste Isabey, ainsi qu'au recueil du Musée français,. 
Après le Premier Empire, il se dit graveur de la Banque de France, installé au 12 rue du Roule,. Il est également lié à des travaux lithographiques pour Pierre Langlumé.

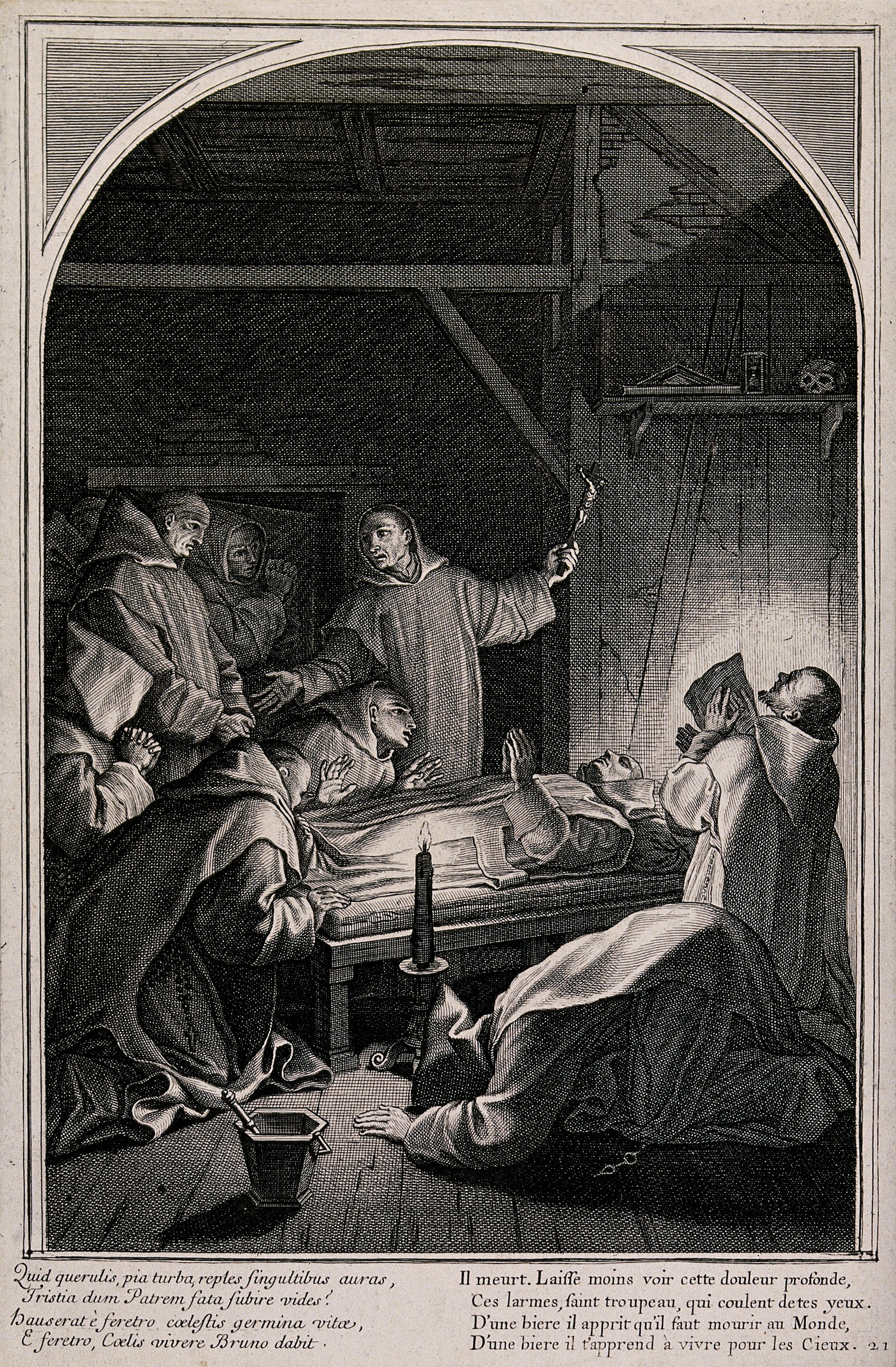
Une des gravures de la Galerie de Lesueur (1825).

L'un des morceaux de bravoure de Malbeste se trouve être le recueil de la Galerie de Lesueur, dessiné et gravé par lui, accompagné de notices signées Charles Pougens.
Parmi ses élèves, on compte Louis Étienne Watelet et Jean Auguste Dubouloz.